# Náměstí Družby (Ostrava)
Náměstí Družby je náměstí a městský park v ostravském městském obvodu Poruba.

## Historie
Náměstí vzniklo v roce 1963 a pojménováno bylo na počest přátelství a spolupráce mezi Československem a Sovětským svazem. Představuje centrální prostor IV. porubského obvodu. Má trojúhelníkový půdorys, v jehož středu bylo plánováno vybudovat Dům osvěty. Tento záměr však nebyl realizován. V jižní části náměstí tak byl vytvořen park o rozloze cca 10 000 m², v severní části oddělené širokou komunikací se nachází obchodní středisko.

## Další informace
Náměstí Družby prošlo v roce 2022 zdařilou rekonstrukcí. Nabízí park plný zeleně, opravený prostor a fontánu s šesti vodotrysky před nákupním centrem Bohemia. Fontána a některé stromy jsou za tmy osvětlené. Celý prostor náměstí je pojat jako kontrast parkové zeleně a žulou vydlážděného náměstí, které má schodištěm odstupňované dvě výškové úrovně. Náměstí je vybaveno také sloupem s hodinami a lavičkami. Nové stromy byly vysazeny do tzv. prokořenitelných buněk a mají prostor vhodně se zakořenit v městské zástavbě a usměrňovat růst kořenů potřebným směrem a mimo technické sítě. Část náměstí zahrnuje také bytové jednotky a v parku je postavená dřevěná budova s malou vyhlídkou na střeše. V budově jsou dvě místnosti, jedna je technická, v druhé je veřejné WC. Náměstí bývá využíváno také k občasným kulturním a společenským akcím a je dostupné z MHD a po cyklostezce.

## Galerie

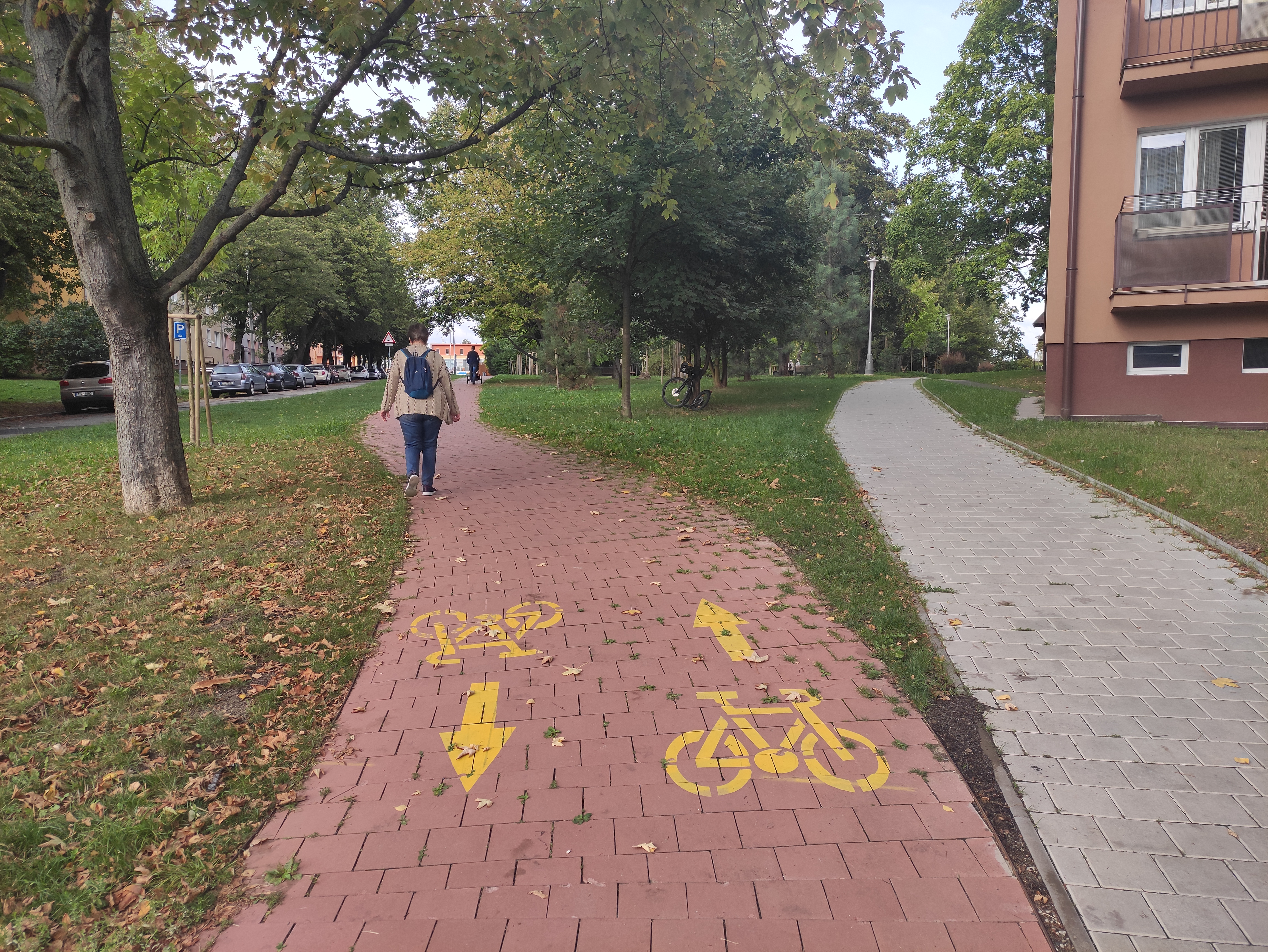
Cyklostezka vedoucí parkem
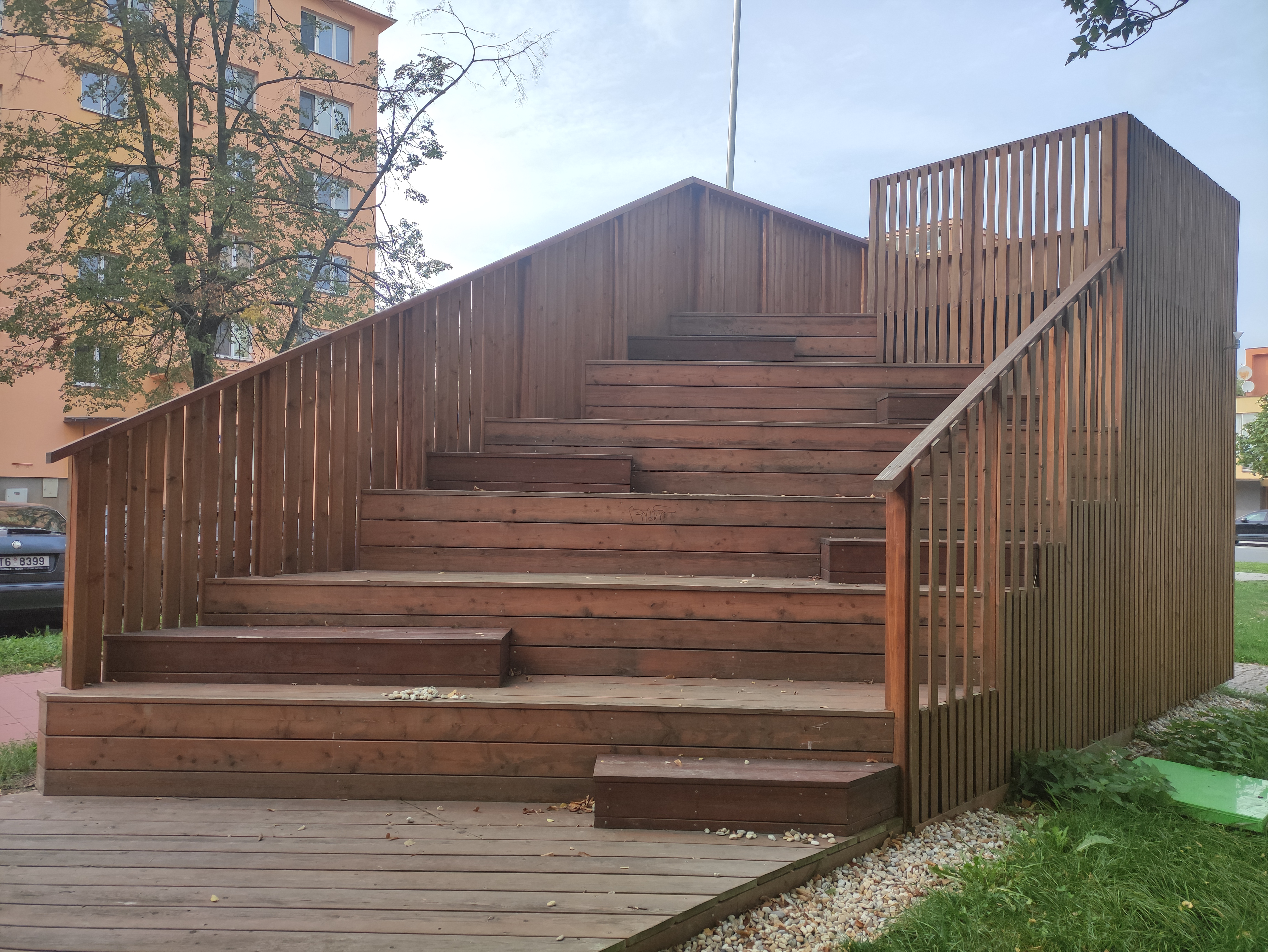
Dřevostavba s tribunou a vyhlídkou
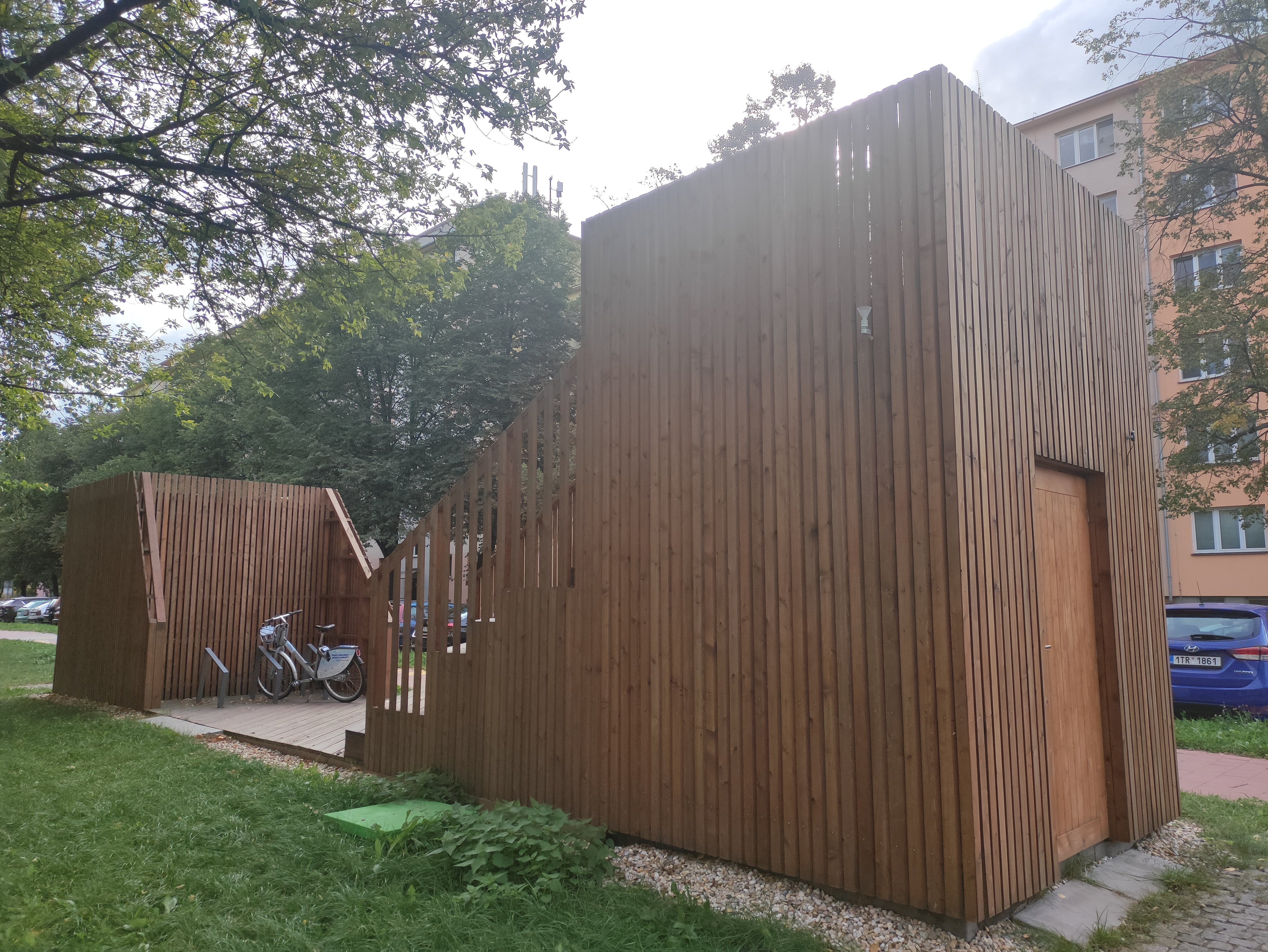
Vstup do objektu (uvnitř WC a technická místnost)
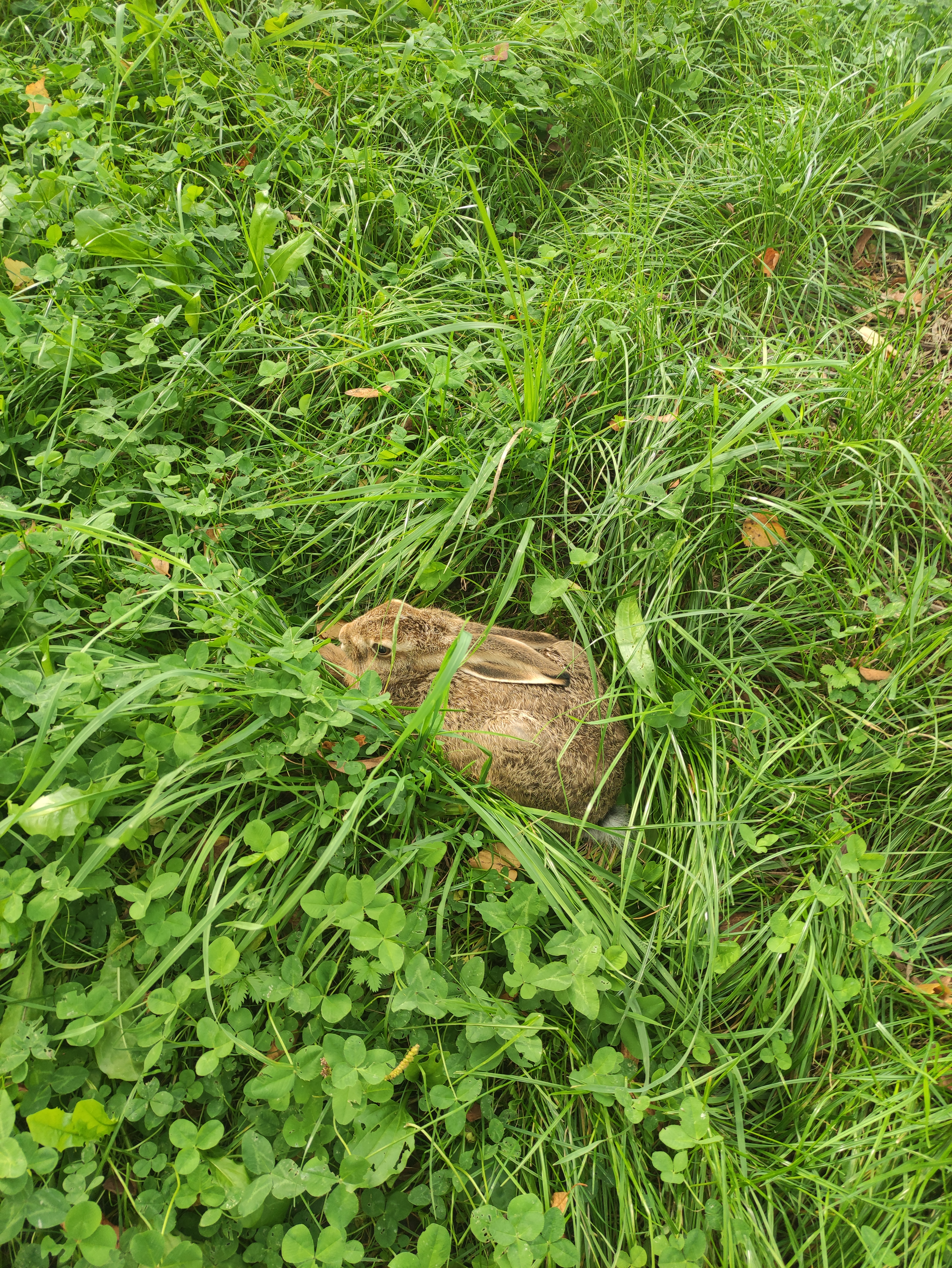